# Satellite Awards 2001
Die 6. Verleihung der US-amerikanischen Satellite Awards, welche die International Press Academy (IPA) jedes Jahr in verschiedenen Film- und Medienkategorien vergibt, fand am Samstag, den 19. Januar 2002, im St. Regis Hotel in Los Angeles statt. Die Nominierungen wurden am 18. Dezember 2001 bekannt gegeben. Bei den 6. Satellite Awards wurden Filme und Serien des Jahres 2001 geehrt.

## Gewinner und Nominierte im Bereich Film
| Film                                     | N  | A |
| ---------------------------------------- | -- | - |
| Moulin Rouge                             | 14 | 9 |
| Der Herr der Ringe: Die Gefährten        | 9  | 3 |
| A Beautiful Mind – Genie und Wahnsinn    | 7  | 2 |
| Hedwig and the Angry Inch                | 6  | 0 |
| The Others                               | 6  | 0 |
| Die Royal Tenenbaums                     | 6  | 0 |
| Gosford Park                             | 5  | 1 |
| In the Bedroom                           | 4  | 3 |
| Sexy Beast                               | 4  | 1 |
| Bridget Jones – Schokolade zum Frühstück | 4  | 0 |
| The Deep End – Trügerische Stille        | 4  | 0 |
| Harry Potter und der Stein der Weisen    | 4  | 0 |
| Memento                                  | 4  | 0 |
| Monster’s Ball                           | 3  | 1 |
| Die fabelhafte Welt der Amélie           | 3  | 0 |
| Iris                                     | 3  | 0 |
| Pearl Harbor                             | 3  | 0 |

### Bester Film (Drama)
In the Bedroom 
- The Deep End – Trügerische Stille
- Memento
- The Others
- Sexy Beast

### Bester Film (Komödie/Musical)
Moulin Rouge 
- Bridget Jones – Schokolade zum Frühstück
- Gosford Park
- Hedwig and the Angry Inch
- Die Royal Tenenbaums

### Bester Hauptdarsteller (Drama)
Brian Cox – L.I.E. – Long Island Expressway 
Russell Crowe – A Beautiful Mind – Genie und Wahnsinn
Guy Pearce – Memento
Sean Penn – Ich bin Sam
Billy Bob Thornton – Monster’s Ball
Denzel Washington – Training Day

### Beste Hauptdarstellerin (Drama)
Sissy Spacek – In the Bedroom 
Halle Berry – Monster’s Ball
Cate Blanchett – Die Liebe der Charlotte Gray
Judi Dench – Iris
Nicole Kidman – The Others
Tilda Swinton – The Deep End – Trügerische Stille

### Bester Hauptdarsteller (Komödie/Musical)
Ewan McGregor – Moulin Rouge 
Colin Firth – Bridget Jones – Schokolade zum Frühstück
Gene Hackman – Die Royal Tenenbaums
John Cameron Mitchell – Hedwig and the Angry Inch
Ben Stiller – Zoolander
Chris Tucker – Rush Hour 2

### Beste Hauptdarstellerin (Komödie/Musical)
Nicole Kidman – Moulin Rouge 
Thora Birch – Ghost World
Audrey Tautou – Die fabelhafte Welt der Amélie
Sigourney Weaver – Heartbreakers – Achtung: Scharfe Kurven!
Reese Witherspoon – Natürlich blond
Renée Zellweger – Bridget Jones – Schokolade zum Frühstück

### Bester Nebendarsteller (Drama)
Ben Kingsley – Sexy Beast 
Jim Broadbent – Iris
Billy Crudup – Die Liebe der Charlotte Gray
Ed Harris – A Beautiful Mind – Genie und Wahnsinn
Ian McKellen – Der Herr der Ringe: Die Gefährten
Goran Visnjic – The Deep End – Trügerische Stille

### Beste Nebendarstellerin (Drama)
Jennifer Connelly – A Beautiful Mind – Genie und Wahnsinn 
Fionnula Flanagan – The Others
Brittany Murphy – Sag’ kein Wort
Julia Stiles – The Business of Strangers
Marisa Tomei – In the Bedroom
Kate Winslet – Iris

### Bester Nebendarsteller (Komödie/Musical)
Jim Broadbent – Moulin Rouge 
Steve Buscemi – Ghost World
Hugh Grant – Bridget Jones – Schokolade zum Frühstück
Carl Reiner – Ocean’s Eleven
Ben Stiller – Die Royal Tenenbaums
Owen Wilson – Die Royal Tenenbaums

### Beste Nebendarstellerin (Komödie/Musical)
Maggie Smith – Gosford Park 
Anjelica Huston – Die Royal Tenenbaums
Helen Mirren – Gosford Park
Gwyneth Paltrow – Die Royal Tenenbaums
Miriam Shor – Hedwig and the Angry Inch
Emily Watson – Gosford Park

### Bester Dokumentarfilm
A Vida em Cana 
- Calle 54
- Meine italienische Reise
- Stanley Kubrick – Ein Leben für den Film

### Bester fremdsprachiger Film
No Man’s Land, Bosnien und Herzegowina
- Die fabelhafte Welt der Amélie (Le fabuleux destin d'Amélie Poulain), Frankreich
- Baran, Iran
- Beijing Bicycle (Shiqi sui de dan che), China/Frankreich/Taiwan
- Der Krieger und die Kaiserin, Deutschland
- Die Madonna der Mörder (La virgen de los sicarios), Kolumbien/Frankreich/Spanien

### Bester Film (Animationsfilm oder Real-/Animationsfilm)
Der Herr der Ringe: Die Gefährten 
- Harry Potter und der Stein der Weisen
- Jimmy Neutron
- Die Monster AG
- Shrek – Der tollkühne Held

### Beste Regie
Baz Luhrmann – Moulin Rouge 
Jonathan Glazer – Sexy Beast
John Cameron Mitchell – Hedwig and the Angry Inch
Christopher Nolan – Memento
Scott McGehee und David Siegel – The Deep End – Trügerische Stille

### Bestes adaptiertes Drehbuch
In the Bedroom – Robert Festinger und Todd Field
- A Beautiful Mind – Genie und Wahnsinn – Akiva Goldsman
- Hedwig and the Angry Inch – John Cameron Mitchell
- Letzte Runde – Fred Schepisi
- Der Herr der Ringe: Die Gefährten – Philippa Boyens, Peter Jackson und Fran Walsh

### Bestes Originaldrehbuch
Monster’s Ball – Milo Addica und Will Rokos
- Memento – Christopher Nolan
- Moulin Rouge – Baz Luhrmann und Craig Pierce
- The Others – Alejandro Amenábar
- Sexy Beast – Louis Mellis und David Scinto

### Beste Filmmusik
Moulin Rouge – Craig Armstrong
- A Beautiful Mind – Genie und Wahnsinn – James Horner
- Hannibal – Hans Zimmer
- Natürlich blond – Rolfe Kent
- Spy Game – Der finale Countdown – Harry Gregson-Williams

### Bester Filmsong
All Love Can Be von James Horner und Will Jennings – A Beautiful Mind – Genie und Wahnsinn 
- Come What May – Moulin Rouge
- There You’ll Be – Pearl Harbor
- Vanilla Sky – Vanilla Sky
- I Fall Apart – Vanilla Sky

### Beste Kamera
The Man Who Wasn’t There – Roger Deakins
- Hearts in Atlantis
- Der Herr der Ringe: Die Gefährten
- Moulin Rouge
- Pearl Harbor

### Beste Visuelle Effekte
Moulin Rouge 
- Harry Potter und der Stein der Weisen
- Jurassic Park III
- Der Herr der Ringe: Die Gefährten
- Pearl Harbor

### Bester Filmschnitt
Der Herr der Ringe: Die Gefährten – John Gilbert
- Die fabelhafte Welt der Amélie
- A Beautiful Mind – Genie und Wahnsinn
- Harry Potter und der Stein der Weisen
- Moulin Rouge

### Bester Tonschnitt
Der Herr der Ringe: Die Gefährten 
- Hedwig and the Angry Inch
- Jurassic Park III
- Moulin Rouge
- The Others

### Bestes Szenenbild
Moulin Rouge – Ian Gracie, Catherine Martin und Annie Beauchamp
- Gosford Park
- Harry Potter und der Stein der Weisen
- Der Herr der Ringe: Die Gefährten
- The Others

### Bestes Kostümdesign
Moulin Rouge – Catherine Martin und Angus Strathie
- Das Halsband der Königin
- From Hell
- Der Herr der Ringe: Die Gefährten
- Planet der Affen

## Gewinner und Nominierte im Bereich Fernsehen
| Serie                                     | N | A |
| ----------------------------------------- | - | - |
| Anne Frank                                | 4 | 0 |
| Life with Judy Garland: Me and My Shadows | 3 | 2 |
| Band of Brothers – Wir waren wie Brüder   | 3 | 1 |
| Die Sopranos                              | 3 | 1 |
| Varian’s War – Ein vergessener Held       | 3 | 1 |
| Die Wannseekonferenz                      | 3 | 0 |

### Beste Fernsehserie (Drama)
24 
- The District – Einsatz in Washington
- Six Feet Under – Gestorben wird immer
- Die Sopranos
- The West Wing – Im Zentrum der Macht

### Beste Fernsehserie (Komödie/Musical)
Sex and the City 
- Dharma & Greg
- Alle lieben Raymond
- Frasier
- Friends

### Beste Miniserie
Life with Judy Garland: Me and My Shadows 
- Band of Brothers – Wir waren wie Brüder
- Noch mehr Stadtgeschichten
- Anne Frank
- Uprising – Der Aufstand

### Bester Fernsehfilm
The Day Reagan Was Shot 
- Die Wannseekonferenz
- Midwives
- Varian’s War – Ein vergessener Held
- Wild Iris
- Wit

### Bester Darsteller in einer Serie (Drama)
Kiefer Sutherland – 24 
James Gandolfini – Die Sopranos
Craig T. Nelson – The District – Einsatz in Washington
William Petersen – CSI: Den Tätern auf der Spur
Martin Sheen – The West Wing – Im Zentrum der Macht

### Beste Darstellerin in einer Serie (Drama)
Edie Falco – Die Sopranos 
Amy Brenneman – Für alle Fälle Amy
Kim Delaney – Philly
Marg Helgenberger – CSI: Den Tätern auf der Spur
Sela Ward – Noch mal mit Gefühl

### Bester Darsteller in einer Serie (Komödie/Musical)
Kelsey Grammer – Frasier 
Thomas Cavanagh – Ed – Der Bowling-Anwalt
Eric McCormack – Will & Grace
Ray Romano – Alle lieben Raymond
George Segal – Just Shoot Me – Redaktion durchgeknipst

### Beste Darstellerin in einer Serie (Komödie/Musical)
Debra Messing – Will & Grace 
Jenna Elfman – Dharma & Greg
Lauren Graham – Gilmore Girls
Jane Kaczmarek – Malcolm mittendrin
Lisa Kudrow – Friends

### Bester Darsteller in einer Miniserie oder einem Fernsehfilm
Richard Dreyfuss – The Day Reagan Was Shot 
William Hurt – Varian’s War – Ein vergessener Held
Ben Kingsley – Anne Frank
Damian Lewis – Band of Brothers – Wir waren wie Brüder
Jeffrey Wright – Boykott

### Beste Darstellerin in einer Miniserie oder einem Fernsehfilm
Judy Davis – Life with Judy Garland: Me and My Shadows 
Laura Linney – Wild Iris
Sissy Spacek – Hebamme
Hannah Taylor-Gordon – Anne Frank
Emma Thompson – Wit

### Bester Nebendarsteller
David Schwimmer – Band of Brothers – Wir waren wie Brüder 
Billy Campbell – Noch mehr Stadtgeschichten
Cary Elwes – Uprising – Der Aufstand
Colin Firth – Die Wannseekonferenz
Stanley Tucci – Die Wannseekonferenz

### Beste Nebendarstellerin
Julia Ormond – Varian’s War – Ein vergessener Held 
Tammy Blanchard – Life with Judy Garland: Me and My Shadows
Brenda Blethyn – Anne Frank
Jill Hennessy – Jackie, Ethel, Joan: The Women of Camelot
Lauren Holly – Jackie, Ethel, Joan: The Women of Camelot